# Liste der Monuments historiques in Saffres
Die Liste der Monuments historiques in Saffres führt die Monuments historiques in der französischen Gemeinde Saffres auf.

## Liste der Objekte
| Bezeichnung             | Beschreibung                                      | Standort                                     | Kennzeichnung | Schutzstatus | Datum | Bild |
| ----------------------- | ------------------------------------------------- | -------------------------------------------- | ------------- | ------------ | ----- | ---- |
| Krankenziborium         | Silber, vergoldet, Anfang des 18. Jahrhunderts    | in der Kirche St-Pierre-et-St-Eutrope (Lage) | PM21003038    | Classé       | 1999  |      |
| Pietà                   | Kalkstein, farbig gefasst, 15. Jahrhundert        | in der Kirche St-Pierre-et-St-Eutrope (Lage) | PM21001942    | Classé       | 1913  |      |
| Kelch                   | Silber und Kupfer, vergoldet, bezeichnet 1656     | in der Kirche St-Pierre-et-St-Eutrope (Lage) | PM21001943    | Classé       | 1974  |      |
| Skulptur eines Bischofs | Holz, farbig gefasst, 17. Jahrhundert             | in der Kirche St-Pierre-et-St-Eutrope (Lage) | PM21003477    | Inscrit      | 1973  |      |
| Skulptur Petrus         | Holz, farbig gefasst, Anfang des 20. Jahrhunderts | in der Kirche St-Pierre-et-St-Eutrope (Lage) | PM21003478    | Inscrit      | 1974  |      |